# Замок Пиос
Замок Пиос (исп. Castillo de Pioz) — замок XV века, расположенный в одноимённом муниципалитете Пиос испанской провинции Гвадалахара. Спроектирован в середине XV века для семьи Мендоса, а возведён в конце того же века семьёй Гомес де Сьюдад-Реаль.
Пиос использовался в качестве дворца, а не крепости. С XVIII века замок пустовал и постепенно разрушался, пока в конце XX века не был куплен муниципалитетом для восстановления как объект культурного интереса.

## История
Достоверно неизвестно, когда было обжито то место, на котором располагается замок. Считается, поскольку Пиос находится на ровном плато Ла-Алькаррия, постройка каких-либо военных укреплений или фортов как христианами, так и маврами была нецелесообразна во время Реконкисты. Начиная с XI века земля была обжита переселенцами из Кастилии. В первой половине XV века Комунидад де вилья и тьерра де Гвадалахара был пожалован королём Хуаном II Кастильским своей сестре Екатерине, однако после восстания, возглавляемого её мужем Энрике Арагонским, земли были пожалованы маркизу Сантильяну.
В 1458 году земли унаследовал его сын — будущий «великий кардинал» Испании Педро Гонсалес де Мендоса. Тот на обретённых территориях решил воздвигнуть замок в итальянском стиле, запланировав использовать его в качестве укреплённого жилища на случай неблагоприятных политических изменений.
Проект выполнил архитектор Лоренцо Васкес. Строительство началось в 1448 году, но спустя десять лет было приостановлено, в связи с приобретением кардиналом замка Хадраке, по своим характеристикам и стратегическому расположению более отвечавшему его планам на будущее. В 1469 году
епископ Сигуэнса предложил кастильскому дворянину, секретарю Хуана II Альвару Гомесу заключить сделку с Медоса, заключающуюся в обмене Пиоса на деревни Эль-Позо, Йеламосс и замок Македа. Кардинал согласился, и земли Гвадалахары в результате обоюдовыгодной сделки достались Гомесу, который продолжил строительство, завершившееся, в итоге, только к концу XV века.

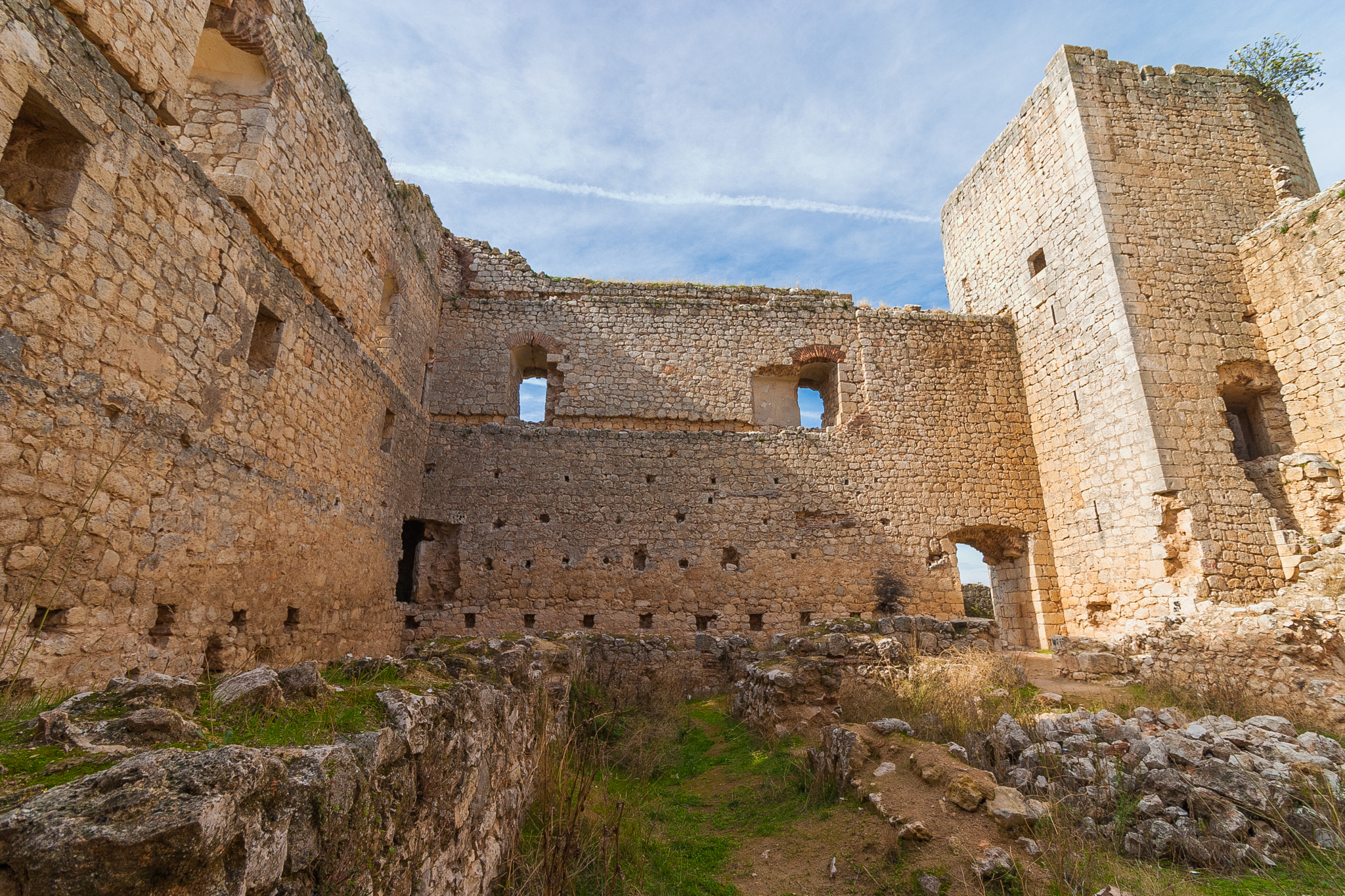
Замок Пиос: вид изнутри (2016)

По окончании строительства замок был оставлен на попечение алькайда, обслуживавшего его до XVIII века. Затем он был продан частному лицу, который провёл ряд незначительных восстановительных работ — возвёл несколько землебитных строений и перестроил башни, после чего замок был заброшен окончательно, пока в 1990 году не был выкуплен местным муниципалитетом для восстановления как объект культурного наследия.

## Описание

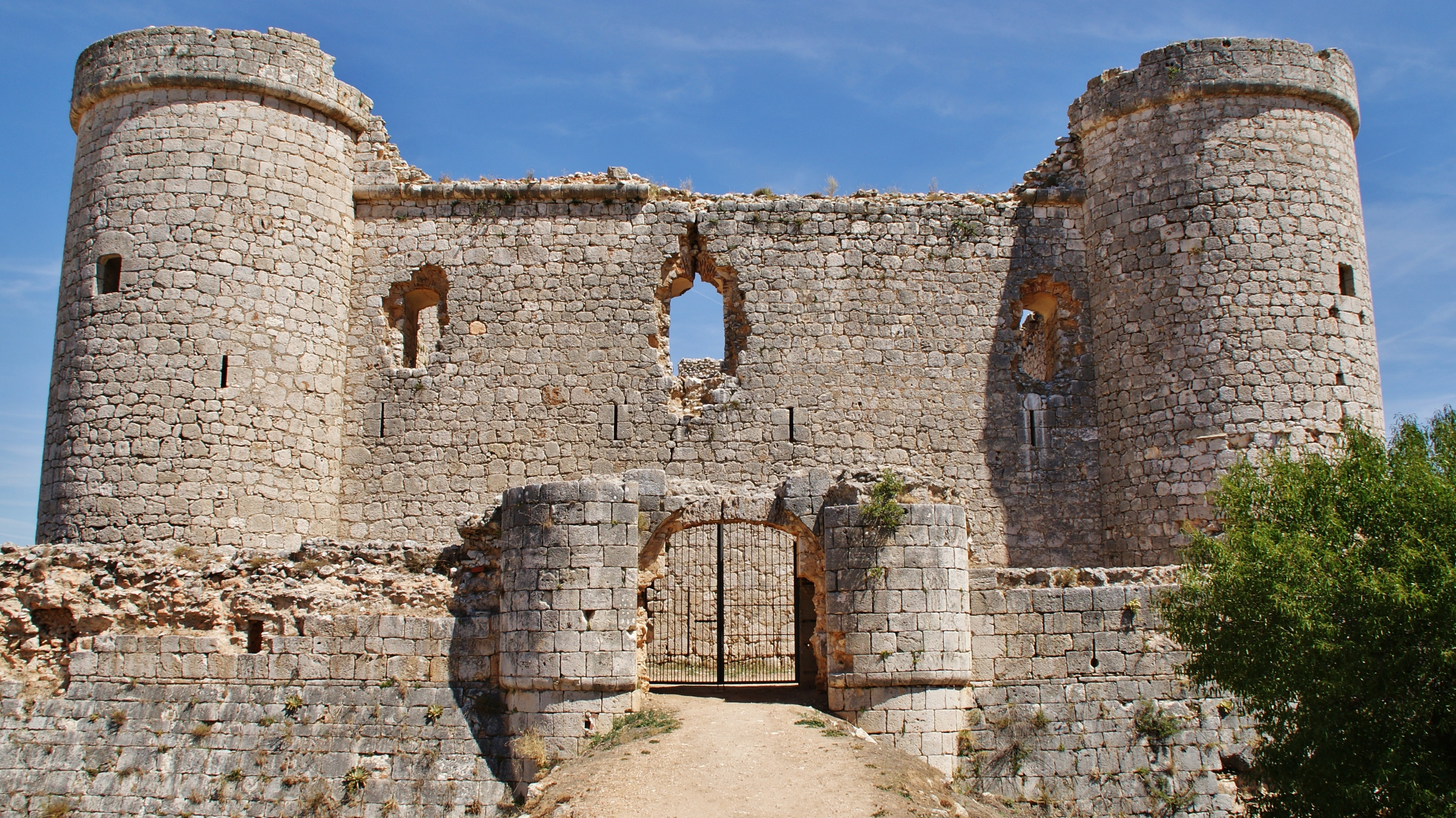
Фасад замка с входом (2014)

Замок Пиос расположен на равнине (плато) Алькаррии. Имеет форму квадрата с высокими гладкими стенами, в которых на высоте есть несколько больших окон, окружённого толстым барбаканом и глубоким крепостным рвом. В южной части имеются обычный и парадный вход: две башни служили опорой для деревянного подъёмного моста, который выпадал из соответствующего отверстия в барбакане или внешнем ограждении крепости. Цилиндрические угловые башни располагаются с северной, южной и восточной сторон, а боковая — на северо-восточной стороне замка; все башни имеют небольшое количество лепных украшений. Башня в северо-западном углу имеет неправильную форму — она квадратная с одной стороны и круглая с другой. Проход в башню обеспечивал разводной мост рычажного типа с противовесом и центральной осью, сложной системой подъёма, что делало башню надёжной защитой для её обитателей. В замок вели несколько входов — как по мосту, так и в его обход по северному фасаду.
Очень толстая внешняя стена крепости построена на едва выраженном откосе. Узкие проходы, позволяющие разместить в крепости артиллерийские орудия, зубцы, большое число бойниц должны были обеспечить защитникам крепости нужные условия при отражении штурма замка. К донжону был подведён ещё один разводной мост, ведущий к винтовой лестнице в южной башне (донжону).
Внутри замка также имеются потерны и зигзагообразные лестницы. Жилые помещения, особенно спальни, были оформлены в дворцовом стиле, высокий потолок и крупные окна имелись лишь в одном помещении, до настоящего момента от них сохранились только фундаменты и основания колонн.
Указом от 22 апреля 1949 года (Declaración genérica del Decreto) и законом 16/1985 об испанском историческом наследии замок взят под государственную охрану. В этой связи планируется проведение в замке восстановительных работ, однако по состоянию на 2017 год комплекс продолжал находиться в неудовлетворительном состоянии: крепостные стены частично разрушены, зубцы стен и башен полностью отсутствуют